# 日本の外資系企業の一覧
日本の外資系企業の一覧では、日本国内における主な外資系企業を挙げる。外資系企業の定義は、経済産業省が毎年実施している動向調査で提示されている条件に基づく。経済産業省による第54回令和2年（2020年）外資系企業動向調査では、以下の条件を満たす日本における企業を「外資系企業」とする：
1. 外国投資家が株式又は持分の3分の1超を所有している企業であって、外国側筆頭出資者の出資比率が10％以上である企業
2. 外国投資家が株式又は持分の3分の1超を所有している国内法人が出資する企業であって、外国投資家の直接出資比率及び間接出資比率の合計が3分の1超となり、かつ、外国側筆頭出資者の出資比率が10％以上である企業

日本企業と外国企業の合弁企業については、日本の外資系合弁企業の一覧も併せて参照のこと。
なお、2020年の同調査では、日本国内に5,748の外資系企業が存在するとされているが、以下の一覧は全体のごく一部となる。

## 数字
- 505 Games Japan

## あ行
- IFSジャパン
- IMIジャパン
- IMCDジャパン
- アカマイ・テクノロジーズ
- アクサ生命保険 - 仏アクサ日本法人。日本団体生命保険の流れをくむ。
  - アクサ損害保険（アクサダイレクト）
  - アクサダイレクト生命保険 - 旧・SBIアクサ生命保険→ネクスティア生命保険。
  - アクサ収納サービス - 旧・有和ビジネスサービス
- アクセンチュア
- アクゾノーベル
- Activision Blizzard Japan
- アグレコジャパン
- アゴダ・インターナショナル・ジャパン
- ASUS JAPAN
- アストラゼネカ
- アッヴィ合同会社
- アッサアブロイジャパン
- Apple Japan
- Adyen Japan
- アディダスジャパン
- アデコ
- アトス
- アドビ株式会社
- アトラシアン
- アトラスコプコ
- アナログ・デバイセズ
- アバディーン・ジャパン
- アヴィバ
- アプライド・マテリアルズ・ジャパン
- アフラック生命保険 - アフラック日本法人
- アボットジャパン
- アマゾンジャパン
- アマデウス ジャパン
- アムジェン
- アメアスポーツ・ジャパン
- アメリカン・エキスプレス・インターナショナル
- アリスタ フードソリューションズ ジャパン
- アリババ株式会社
- アルケマ
- アルジェニクスジャパン
- アルファ・ラバル
- アンブ
- イエナオプティック・ジャパン
- イケア・ジャパン
- イドルシアファーマシューティカルズジャパン
- イノラックスジャパン
- Ingenico Japan
- インターテック ジャパン
- インテュイティブサージカル合同会社
- インテル株式会社
- インフィニオンテクノロジーズジャパン
- インフォーマ・グローバル・マーケット・ジャパン
- インフォーマ・マーケッツ・ジャパン
- インフォシス・テクノロジーズ
- インペリアル・ブランズ・ジャパン
- EQTパートナーズジャパン
- ヴァレオ・ジャパン
- ヴイエムウェア株式会社
- ウィプロ・ジャパン
- WeWork Japan
- ヴェオリア・ジャパン
- ウェスタンデジタル合同会社
- ウエスタンデジタルテクノロジーズ合同会社 - 旧・ストレージテクノロジー→日立グローバルストレージテクノロジーズ→HGSTジャパン
- ウェルズ・ファーゴ証券
- ウォルターズ・クルワー・ヘルス・ジャパン
- Wolt Japan
- ウォルト・ディズニー・ジャパン
- Uber Japan
- エアバス・ジャパン
- Airbnb Japan
- H&M ヘネス・アンド・マウリッツ・ジャパン
- HSBC Japan
- amsジャパン
- AT&Tジャパン
- ABBジャパン
- エーエスエムエル・ジャパン
- AUO Mobility Solution Japan
- エクイニクス・ジャパン
- エクスペディアホールディングス
- エクスペリアンジャパン
- S&Pグローバル・レーティング・ジャパン
- エスエス製薬 - サノフィ完全子会社。
- SAPジャパン
- SNK
- SKハイニックスジャパン
- SGSジャパン
- エス・ティー・マイクロエレクトロニクス
- Edifier Japan
- エデンレッドジャパン
- NECパーソナルコンピュータ - 筆頭株主はレノボ。
- NXPジャパン
- エヌエヌ生命保険
- エヌシー・ジャパン
- NBCユニバーサル・エンターテイメントジャパン - 旧・ジェネオン・ユニバーサルエンターテイメントジャパン。ユニバーサル・ピクチャーズ・ジャパンとジェネオンエンタテインメント（旧・パイオニアLDC）が合併した会社。
- NVIDIA Japan
- エピックゲームズ ジャパン
- エピロックジャパン
- エフセキュア
- エボニック・ジャパン
- エムエスアイコンピュータージャパン
- MSCI合同会社
- MSCクルーズジャパン
- エムエスシージャパン
- MSD - メルク・アンド・カンパニー日本法人。
- エムスケミー・ジャパン
- MVアグスタ JAPAN
- 絵梦株式会社
- エリクソン・ジャパン
- LVMHモエヘネシー・ルイヴィトン・ジャパン
- LG Electronics Japan
  - LG Japan Lab
- エルゼビア・ジャパン
- エルメスジャポン
- エレクトロニック・アーツ株式会社
- エレクトロラックス・ジャパン
- オーステッド・ジャパン
- オートストア・システム
- オートデスク株式会社
- オートリブ
- オープンテーブル
- Ocado Solutions Japan
- Okta Japan
- オスラム
- オックスフォード大学出版局
- オットージャパン
- OPPO Digital Japan
- オライリー・ジャパン

## か行
- カーギル・ジャパン
- カーゴテック・ジャパン
- カールツァイス
- カールツァイスメディテックジャパン
- 海信日本オートモーティブエアコンシステムズ - ハイセンス傘下。
  - サンデン
- ガシー・レンカー・ジャパン
- カスペルスキー・ラボ・ジャパン
- カミンズジャパン
- カンター・ジャパン
- キアゲン
- キャタピラージャパン - 旧・新キャタピラー三菱。
- キャップジェミニ
- キャンベル・ジャパン - 旧・キャンベル・ナカジマ。
- QVCジャパン
- The Qt Company
- キューネ・アンド・ナーゲル
- キングソフト
- キンドリルジャパン
- ギリアド・サイエンシズ
- クアルコム・ジャパン
- グーグル合同会社
- クノールブレムゼ鉄道システムジャパン
- グラクソ・スミスクライン
- クラブメッド
- クラリアントジャパン
- クリスチャン・ディオール
- グリフォルス
- グループセブジャパン
- Klookトラベルテクノロジー
- クレディ・アグリコル生命保険
- クレディ・スイス銀行
- クローダジャパン
- GEAジャパン
- KKdayジャパン
- KTMジャパン
- ‎KTC科技日本
- ゲットユアガイドジャパン
- ゲティンゲグループ・ジャパン
- ケリー・ジャパン
- ケリングジャパン
- ケルヒャージャパン
- ゴールドマン・サックス
- COGNOSPHERE - miHoYo傘下。
- コストコホールセールジャパン
- コダックジャパン
- ゴディバ・ジャパン
- コネクレーンズ
- コベストロジャパン
- コロプラスト
- コンパスグループ・ジャパン

## さ行
- ServiceNow Japan
- サーモフィッシャーサイエンティフィック
- ザイリンクス
- サザビーズ・ジャパン
- サノフィ
- サフラン・ヘリコプター・エンジンズ・ジャパン
- サムスン電子ジャパン
- ザルトリウス・ジャパン
- サンゴバン・ジャパン
- サンディスク
- サンドビック
- サン・マイクロシステムズ
- GNオーディオジャパン
- GNヒアリングジャパン
- シートリップ・ジャパン
- G4Sセキュアソリューションズジャパン
- シーメンス
  - シーメンス・エナジー
  - シーメンスガメサ・リニューアブル・エナジー・ジャパン
  - シーメンスヘルスケア
- ジェイアイ傷害火災保険
- シェブロン・ジャパン
- ジェムアルト
- ジェンマブ
- シグニファイジャパン
- シスコシステムズ合同会社
- シティグループ・ジャパン・ホールディングス
- シトリックス・システムズ・ジャパン
- ジブラルタ生命保険
- ジボダン・ジャパン
- シムライズ
- シャープ
- シャオミ・ジャパン（小米技術日本）
- シャネル
- シュアラスター・ジャパン
- シュウウエムラ - ロレアル傘下。旧・シュウウエムラ化粧品。
- シュナイダーエレクトリック
- シュルンベルジェ
- シュローダー・インベストメント・マネジメント
- ジョイソン・セイフティ・システムズ・ジャパン - 前身はタカタ。
- ジョージフィッシャー
- ジョンソン・エンド・ジョンソン
- ジョンソン・マッセイ・ジャパン
- シンジェンタ・ジャパン
- シンドラーエレベータ
- スイス・リー
- スウェーデンスティール
- スウェディッシュ・オーファン・バイオビトラム・ジャパン
- スウォッチ・グループ・ジャパン
- スエズウォーターサービス
- スカイワースジャパンエレクトロニクス
- スカニアジャパン
- スコール・サービス・ジャパン
- スターバックス ジャパン
- スタインウェイ・ジャパン
- スタックス - Edifier傘下。
- スタンダードチャータード証券
- ステランティス ジャパン
- ストゥーラエンソジャパン
- ストローマン・ジャパン
- スパイラックス・サーコリミテッド
- Splunk Services Japan
- スミス・アンド・ネフュー
- スミスメディカル・ジャパン
- スリーエム ジャパン - かつては住友電工との合弁。更に過去はNECとの三社合弁。
- スーリージャパン
- スワロフスキー・ジャパン
- セールスフォース・ジャパン
- 西友 - 旧・西友ストアー、元セゾングループ→ウォルマートグループ。
- ゼット・エフ・ジャパン
- ZTEジャパン
- ゼネラルモーターズ・ジャパン
- ゼンハイザージャパン
- ソノヴァ・ジャパン
- ソルベイジャパン
- ゾタック日本

## た行
- ダイソン
- ダウケミカル日本
- ダッソー・システムズ
- TATEBAYASHI MOULDING - 前身はオギハラの館林工場。
- タレス・ジャパン
- ダノンジャパン - かつては味の素、カルピス、ダノンの合弁。
- TeamViewerジャパン
- チェックポイントシステムジャパン
- Chubb損害保険
- 中外製薬 - ロシュの日本法人（旧・日本ロシュ）との合併（事実上の三角合併）により同社グループの一員となった。
- チューリッヒ保険
- Twitter Japan
- デアゴスティーニ・ジャパン
- D+Mホールディングス
- TVS REGZA - ハイセンス傘下。旧・東芝メディア機器→東芝映像ソリューション
- ディー・エイチ・エル・ジャパン
- THQ Nordic Japan
- ディー・エス・エム・ジャパン
- DXCテクノロジー・ジャパン
- DKSHジャパン
- TCLジャパンエレクトロニクス
- DJI JAPAN
- DiDiフードジャパン
- テイクツー・インタラクティブ・ジャパン
- ディスカバリー・ジャパン
- ティッセンクルップ・アクセス・ジャパン
- ティーピーリンクジャパン
- Datadog Japan
- テカンジャパン
- デマント・ジャパン
- テメノス・ジャパン
- デュポン
- テレパフォーマンス・ジャパン
- デル・テクノロジーズ株式会社
- Tencent Japan
- DoorDash Technologies Japan
- ドイツ銀行
- トーキン - 旧・NECトーキン
- ドゥカティジャパン
- 東芝ライフスタイル - 美的グループ傘下。
  - テクノプロサポート
  - 東芝エルイーソリューション
  - 東芝エルイートレーディング
  - 東芝家電ビジネスサポート
  - 東芝コンシューママーケティング
  - 東芝電池
  - 東芝ホームテクノ
- ドクターマーチン・エアウエアジャパン
- トタル・ルブリカンツ・ジャパン
- トムラ・ジャパン
- トライアンフジャパン
- トラベレックスジャパン
- トリップアドバイザー

## な行
- ナイキジャパン
- ナットウエスト・マーケッツ証券
- ナティクシス日本証券
- 日本シーゲイト
- 日本アイ・ビー・エム
- 日本アルコン
- 日本イーライリリー
- 日本エア・リキード
- 日本エイ・エム・ディ
- 日本エイサー
- 日本エー・エス・エム
- 日本HP
- 日本エスケイエフ
- 日本NCR
- 日本エマソン
- 日本エリコンバルザース
- 日本オーチス・エレベータ
- 日本オラクル
- 日本ギガバイト
- 日本ケロッグ
- 日本コカコーラ
- 日本サムスン
- 日本GE - ゼネラル・エレクトリック日本法人。
- 日本シーカ
- 日本シノプシス
- 日本スティーベル
- 日本テキサス・インスツルメンツ
- 日本テトラパック
- 日本テラデータ
- 日本トイザらス
- 日本トレルボルグシーリングソリューションズ
- 日本ハネウェル
- 日本美的
- 日本ヒルズ・コルゲート
- 日本ヒューレット・パッカード
- 日本ベーリンガーインゲルハイム
- 日本ベクトン・ディッキンソン
- 日本マイクロソフト
- 日本マクドナルドホールディングス
- 日本ミシュランタイヤ
- 日本メドトロニック
- 日本レロイ
- 日本ロレアル
- ネイチャー・ジャパン
- ネクソン
- ネスレ日本
- Nextorage - Phison傘下。
- ネットアップ
- ネットギアジャパン
- Netflix合同会社
- ノキアジャパン
- ノートンライフロック
- ノバルティス ファーマ
- ノベル
- ノボザイムズジャパン
- ノボノルディスク ファーマ
- ノルディック・セミコンダクター
- 農心ジャパン

## は行
- バークレイズ証券
- ハーゲンダッツジャパン
- パートナーズ・グループ・ジャパン
- バーバリー・ジャパン
- ハーレーダビッドソン ジャパン
- ハイアールジャパンホールディングス
  - アクア - 前身は三洋アクア→ハイアールアクアセールス、ハイアール三洋エレクトリック→ハイアールアジアインターナショナル
  - ハイアールアジアR&D
  - ハイアールジャパンセールス
- バイエル薬品
- バイオジェン・ジャパン
- パイオニア - 群創光電傘下のCarUX Holding Limitedの子会社。
- ハイセンスジャパン
- バイドゥ株式会社
- ハインツ日本
- バクスター
- ハスクバーナ・ゼノア
- ハズブロジャパン合資会社
- バッケムジャパン
- ハノーバー・リー・サービセス
- ハパックロイド・ジャパン
- パラマウント・ジャパン
- バリーカレボージャパン
- バルチラ・ジャパン
- バルメット
- バング&オルフセンジャパン
- パンドラジュエリージャパン
- ハンファQセルズジャパン
- 漢王友基合同会社
- ピアソン・ジャパン
- ピアッジオ グループ ジャパン
- BRPジャパン - ボンバルディア・レクリエーショナルプロダクツの日本法人。
- P&Gジャパン - プロクター・アンド・ギャンブルの日本法人。
- BASFジャパン
- BNPパリバ銀行
- BMG JAPAN
- BMW JAPAN
- BOEジャパン
- BofA証券
- BTジャパン
- BPジャパン
- ビーワイディージャパン
  - BYD Auto Japan
- ビオメリュー・ジャパン
- ピクテ投信投資顧問
- ビジュアルアーツ - テンセント傘下。
- ビック
- ヒューゴボスジャパン
- ビューソニックジャパン
- ビューローベリタスジャパン
- Hyundai Mobility Japan
- ピレリ・ジャパン
- ファーウェイ・テクノロジーズ・ジャパン（華為技術日本）
- ファイザー
- ファイソン・エレクトロニクス・ジャパン
- VAT株式会社
- （株）フイオン
- フィスカースジャパン
- フィリップス・ジャパン
- フィリップモリス・ジャパン
- プーマ・ジャパン
- Facebook Japan
- フェデラル・エクスプレス・ジャパン
- フェラガモ・ジャパン
- フォーティネットジャパン
- FOXインターナショナル・チャンネルズ
- フォルクスワーゲングループジャパン
- フォルシア・ジャパン
- フサベル・ジャパン
- 富士石油 - 旧アラ石時代よりサウジ政府とクウェート政府が上位株主。
- 富士通クライアントコンピューティング - 筆頭株主はレノボ。
- プジョーモトサイクルジャポン
- ブッキングドットコム・ジャパン
- ブラックロック・ジャパン
- ブリタニカ・ジャパン
- ブリティッシュ・アメリカン・タバコ・ジャパン
- ブルガリ・ジャパン
- ブルックス・ブラザーズ・ジャパン
- プルデンシャル・ホールディング・オブ・ジャパン
  - プルデンシャル生命
  - ジブラルタ生命
- フレゼニウス・カービ・ジャパン
- フレゼニウス・メディカルケア・ジャパン
- ヘイズ・スペシャリスト・リクルートメント・ジャパン
- ベクター・ジャパン
- ベスタス・ジャパン
- ベネトン・ジャパン
- ベライゾン・ジャパン
- ベリングポイント
- ペルノ・リカール・ジャパン
- ベンキュージャパン
- ヘンケル・ジャパン
- ボーイング・ジャパン
- ボーズ
- ボーランド
- ボシュロムジャパン
- ボストン・コンサルティング・グループ
- ボスホスジャパン
- ボッシュ - 独ボッシュの買収2社が合併。
- ボルボ・カー・ジャパン

## ま行
- マーベルテクノロジージャパン有限会社
- マイクロチップ・テクノロジー・ジャパン
- マイクロフォーカス
- マイクロンメモリジャパン - マイクロン・テクノロジの子会社。旧・エルピーダメモリ。
- マイラン製薬
- マカフィー
- マッキンゼー&カンパニー・インク・ジャパン
- マクダーミッド・パフォーマンス・ソリューションズ・ジャパン
- マテル・インターナショナル
- マニュライフ生命保険
- マラグーティ・ジャポーネ
- マリオット・インターナショナル
- マンパワーグループ
- ミーレ・ジャパン
- 三菱ふそうトラック・バス - ダイムラー・トラック子会社。元三菱自動車の商用車部門。
- （株）miHoYo
- ミュンヘン再保険会社
- メガリジャパン
- メッツォジャパン
- メットライフ生命保険
- メトロキャッシュアンドキャリージャパン
- メルク
- メルセデス・ベンツ日本
- モウイジャパン
- モンクレール・ジャパン
- モンデリーズ・ジャパン

## や行
- ユービーアイソフト株式会社
- UBS銀行
- ユーシービージャパン
- UPMキュンメネ・ジャパン
- ユー・エス・ジェイ - NBCユニバーサル完全子会社。
- ユーピーエス・ジャパン
- ユーラーヘルメス・ジャパン・サービス
- ユーロフィン
- ユニティ・テクノロジーズ・ジャパン
- ユニバーサルミュージック
- ユニリーバ・ジャパン - 旧・日本リーバ。
- ユミコアジャパン

## ら行
- ライオンブリッジ・ジャパン
- ライカ ジオシステムズ
- ラガルデール・アクティブ・エンタープライズ・ジャパン
- ラショナル・ジャパン
- ラムリサーチ
- ランクセス
- ランスタッド
- リーガル・アンド・ジェネラル・インベストメント・マネジメント・ジャパン
- リードエグジビションジャパン
- リエフジャパン
- リオティント・ジャパン
- リシュモンジャパン
- リンツ&シュプルングリージャパン
- ルルレモンアスレティカJP
- ルンドベック・ジャパン
- レキットベンキーザー・ジャパン
- レクシスネクシスジャパン
- レゴジャパン
- レゴランド・ジャパン
- レッドハット株式会社
- レノボ・ジャパン
- レミーコアントロージャパン
- ロールス・ロイスジャパン
- ロクシタン・ジャポン
- ロジクール - スイスLogitech International S.A.の日本法人。
- ロジャースラボラトリー・ジャパン
- ロンザジャパン
- ロンバー・オディエ信託

## わ行
- ワーナー ブラザース ジャパン
- ワーナー・マイカル
- ワーナーミュージック・ジャパン
- Worldpay
- ワイズ・ペイメンツ・ジャパン